# Parafia Świętych Apostołów Piotra i Pawła w Jeleniej Górze (prawosławna)
Parafia Świętych Apostołów Piotra i Pawła – parafia prawosławna w Jeleniej Górze, w dekanacie Lubin diecezji wrocławsko-szczecińskiej.
Na terenie parafii funkcjonują 2 cerkwie:
- cerkiew Świętych Apostołów Piotra i Pawła w Jeleniej Górze – parafialna
- cerkiew św. Męczennika Stefana w Jeleniej Górze – filialna

## Historia
Parafia powstała w 1947. Rok później pozyskała nieużytkowany XVIII-wieczny kościół Najświętszej Maryi Panny, który do 1953 dostosowano do potrzeb liturgii prawosławnej i konsekrowano pod wezwaniem Świętych Apostołów Piotra i Pawła. Cerkiew filialną w Cieplicach (przy ulicy Cieplickiej 70A) oddano do użytku w latach 90. XX w., wraz z powstaniem Prawosławnego Domu Opieki św. Stefana.

## Wykaz proboszczów
- 04.1982 – 23.09.1983 – ks. Jerzy Krysiak
- 1983–1993 – ks. Sławomir Chwojko
- 1994–1999 – p.o. ks. Eugeniusz Kosakowski
- 2.10.1999 – 1.11.2000 – ks. Bazyli Sawczuk
- od 1.10.2001 – ks. Bazyli Sawczuk